# Ань Ань
Ань Ань (кит. 安安, пиньинь ān ān; август 1986 — 21 июля 2022) — самец большой панды, живший в Ocean Park в Гонконге, после того как в 1999 году Государственный совет КНР подарил его региону. Он был рекордсменом по продолжительности жизни среди самцов панд, живущих в неволе, до своей смерти в 2022 году.

## Биография
Ань Ань родился в августе 1986 года в Сычуани и сначала жил в заповеднике Вэнчуань-Волун, откуда его в марте 1999 года отправили в Ocean Park, в качестве подарка Пекина Гонконгу, вместе с самкой Цзя Цзя (тоже рекордсменка по продолжительности жизни). Подарок был сделан в честь двухлетия выхода Гонконга из-под власти Великобритании в рамках «дипломатии панд».
В 2017 году 31-летний Ань Ань стал старейшим самцом панды в мире, живущим в неволе. После смерти Цзя Цзя в 2016 году Ань Ань продолжал жить в Ocean Park. Его здоровье ухудшилось за три недели до эвтаназии, Ань Ань перестал есть твёрдую пищу и чувствовал вялость. Он был усыплён 21 июля 2022 года в возрасте 35 лет (105 лет по человеческим меркам).